# 주산중학교 (전북)
주산중학교(舟山中學校)는 전북특별자치도 부안군 주산면 갈촌리에 있었던 공립 중학교이다.

## 학교 연혁
- 1971년 3월 1일 : 개교(3학급 인가)
- 1975년 3월 1일 : 12학급 인가
- 1998년 12월 28일 : 본관 개축
- 2021년 2월 5일 : 제48회 졸업식 (졸업생 1명, 총 4,704명)
- 2021년 9월 1일 : 제18대 이상근 교장 부임
- 2024년 2월 29일 : 53년만에 폐교[1]